# Peeter Hoppe
Peeter Hoppe (* 25. Oktober 1960 in Tartu) ist ein ehemaliger estnischer Brigadegeneral.

## Leben
Peeter Hoppe wurde 1960 in Tartu, der im Südosten des Landes befindlichen zweitgrößten Stadt der damaligen Estnischen SSR, geboren. Nach seinem Schulabschluss besuchte er ab 1978 die Technische Universität Tallinn, an der er 1983 auch sein Studium abschloss.

### Militärische Laufbahn
Nachdem Estland seine Unabhängigkeit zurückerlangt hatte, schloss sich Hoppe 1993 den im Wiederaufbau befindlichen Streitkräften des Landes an. Nach seiner Offiziersausbildung war er daraufhin zunächst beim Kuperjanov-Infanteriebataillon tätig. Von 2002 bis 2005 war er Stabschef und kommissarischer Kommandant des estnischen Heeres. Nach der Beförderung von Riho Terras zum militärischen Befehlshaber der Streitkräfte im Dezember 2011, folgte ihm Hoppe auf dessen bisherigen Posten des Stabschefs der Streitkräfte.
Im Februar 2013 wurde er zum Brigadegeneral befördert. Kurz darauf wechselte er zum NATO Allied Joint Force Command in den Niederlanden. Am 9. August 2016 schied Hoppe aus dem aktiven Dienst aus und wurde in die Reserve versetzt.